# Чепурин, Филипп Фёдорович
Филипп Фёдорович Чепурин (27 октября 1911, Першопокровка, Таврическая губерния — 24 августа 1981, Бахчисарай, Крымская область) — Герой Советского Союза (1945), подполковник Советской Армии, участник Великой Отечественной войны.

## Биография
Филипп Чепурин родился 27 октября 1911 года в селе Першопокровка Херсонской губернии Российской империи. Окончив начальную школу, работал сначала пастухом, коногоном, затем продавцом. В 1933 году Чепурин был призван на службу в Рабоче-крестьянскую Красную Армию. В 1937 году он окончил Харьковскую пограншколу НКВД СССР. С января 1942 года — на фронтах Великой Отечественной войны.
К апрелю 1945 года капитан Филипп Чепурин командовал батальоном 990-го стрелкового полка (230-й стрелковой дивизии, 9-го стрелкового корпуса, 5-й ударной армии, 1-го Белорусского фронта). Отличился во время штурма Берлина. 24 апреля 1945 года батальон Чепурина переправился через Шпрее в районе Трептов-парка и, прорвав немецкую оборону, продвинулся в центр немецкой столицы.
Указом Президиума Верховного Совета СССР от 31 мая 1945 года капитан Филипп Чепурин был удостоен высокого звания Героя Советского Союза с вручением ордена Ленина и медали «Золотая Звезда».
После окончания войны Чепурин продолжил службу в Советской Армии. В 1951 году он окончил курсы «Выстрел». В 1956 году в звании подполковника Чепурин был уволен в запас. Проживал и работал в г. Бахчисарае. Скончался 24 августа 1981 года.
Был также награждён двумя орденами Красного Знамени, орденом Богдана Хмельницкого 3-й степени, двумя орденами Красной Звезды и рядом медалей.